# 1360'erne
Århundreder: 13. århundrede – 14. århundrede – 15. århundrede
Årtier: 1310'erne 1320'erne 1330'erne 1340'erne 1350'erne – 1360'erne – 1370'erne 1380'erne 1390'erne 1400'erne 1410'erne
År: 1360 1361 1362 1363 1364 1365 1366 1367 1368 1369
Begivenheder
Personer